# Соната для скрипки и фортепиано (Пьерне)
Соната для скрипки и фортепиано Op. 36 ре минор — сочинение Габриэля Пьерне, написанное в 1900 году во время пребывания композитора в Бретани. Посвящена скрипачу Жаку Тибо, который и исполнил её впервые 23 апреля 1901 г. в зале Плейель в Париже.
По мнению специалистов, именно с этого сочинения началось обретение композитором собственного голоса, несмотря на заметное влияние Габриэля Форе и Сезара Франка.
Существует также авторская редакция для флейты и фортепиано.

## Состав
1. Allegretto
2. Allegretto tranquillo
3. Andante non troppo. Allegro un poco agitato

## Основные записи

### Скрипка и фортепиано
- 1985 Аурелио Перес (скрипка), Ронан Мэджилл (фортепиано)
- 1992 Оливье Шарлье (скрипка), Жан Юбо (фортепиано)
- 1994 Жерар Пуле (скрипка), Ноэль Ли (фортепиано)

### Флейта и фортепиано
- 1995 Брукс де Веттер-Смит (флейта), Стивен Сибасс (фортепиано)
- 1999 Доминик Этьеван (флейта), Сильвен Вьяр (фортепиано)
- 2000 Мишель Дебост (флейта), Кристиан Ивальди (фортепиано)
- 2009 Иштван Матуц (флейта), Норберт Селеченьи (фортепиано)